# Хеймир Хатългримсон
Хеймир Хатългримсон (на исландски: Heimir Hallgrímsson) е исландски футболист и треньор.

## Кариера

### Кариера като футболист
От 1986 г. до 1996 г., с едно прекъсване през 1993 г., Хатългримсон се състезава в местния тим ИБВ. През сезон 1996/1997 се състезава за Смастунд, а до края на кариерата си през 2007 г. играе периодично в КФС Вестманяер.

### Треньорска кариера
За пръв път застава начело на женския отбор на Хьотлюр през 1993 г. През 1999 г. става треньор на женския състав на местния ИБВ, съчетавайки треньорството със зъболекарството. От 1999 г. до 2011 г. през различни периоди води различни гарнитури на ИБВ. През 2011 г. е обявено, че Хатългримсон ще бъде помощник на Ларш Лагербек в националния отбор, а през 2013 г. подновява договора си, като е „повишен“ до старши треньор, съвместявайки тази длъжност с Лагербек. След края на Евро 2016, Хатългримсон ще продължи да води отбора самостоятелно.